# Zona Bananera
Zona Bananera là một khu tự quản thuộc tỉnh Magdalena, Colombia. Thủ phủ của khu tự quản Zona Bananera đóng tại Prado Sevilla Khu tự quản Zona Bananera có diện tích 446 ki lô mét vuông. Đến thời điểm ngày 28 tháng 5 năm 2005, khu tự quản Zona Bananera có dân số người.